# Długie Młaki (Beskid Sądecki)
Długie Młaki – polana w Beskidzie Sądeckim w Paśmie Jaworzyny. Znajduje się na jego bocznym, długim grzbiecie odbiegającym od znajdującego się w grani głównej tego pasma szczytu Runek (1080 m).  Grzbiet ten poprzez ciąg kilku polan i Jaworzynkę (1001 m) biegnie w południowym kierunku do Pustej Wielkiej (1061 m).  W kierunku z północy na południe są to polany: Polana Gwiaździsta, Polana nad Wierchomlą (na niej znajduje się Bacówka PTTK nad Wierchomlą), Długie Młaki i Wyżne Młaki. Ciągiem tych polan prowadzi droga dojazdowa  ze Szczawnika do Bacówki nad Wierchomlą i dalej oraz szlak turystyczny. Polana Długie Młaki oddzielona jest od sąsiednich polan tylko niewielkimi skrawkami lasu.
Polana Długie Młaki i wszystkie pozostałe polany tego grzbietu są pozostałością po Łemkach, którzy dawniej zamieszkiwali te tereny. W 1947 zostali wysiedleni w ramach Akcji Wisła. Potem polany były użytkowane rolniczo przez napływową ludność polską z miejscowości Wierchomla Mała i Wierchomla Wielka, dzięki czemu nie zarosły lasem i stanowią dobry punkt widokowy. Według Bogdana Mościckiego,  przewodnika „Beskid Sądecki i Małe Pieniny” dzięki tym polanom grzbiet Runek – Pusta Wielka jest „najładniejszym bocznym grzbietem Pasma Jaworzyny”.

## Szlaki turystyczne
– odcinek niebieskiego szlaku z Runka przez Bacówkę nad Wierchomlą do skrzyżowania szlaków przy kapliczce pod Jaworzynką 1.15 h, ↓ 1.30 h